# Santino Kenyi
Santino Kenyi, född 19 augusti 1993, är en sydsudanesisk medeldistanslöpare.
Kenyi tävlade för Sydsudan vid olympiska sommarspelen 2016 i Rio de Janeiro, där han blev utslagen i försöksheatet på 1 500 meter.